# Míla Myslíková
Bohumila „Míla“ Myslíková (14. února 1933 Třebíč – 11. února 2005 Praha) byla česká filmová a divadelní herečka a spisovatelka.

## Život
Bohumila Myslíková se narodila 14. února 1933 v Třebíči v rodině Bohumíra Myslíka (1891–1976) a Bohumily Myslíkové, roz. Jeřábkové (1895–1961). Matka provozovala půjčovnu krojů, divadelních kostýmů a masek. Zde proběhlo první setkání s divadelním světem. Od mládí chtěla být spisovatelkou, ale vystudovala herectví na Divadelní fakultě Janáčkovy akademie múzických umění v Brně. Po absolutoriu (1955) sedm let (1955–1962) působila na brněnských scénách (Divadlo bratří Mrštíků, Státní divadlo v Brně), v letech 1962–1964 byla členkou souboru Československého filmu a Filmového studia Barrandov. Roku 1964 nastoupila do kladenského Divadla Jaroslava Průchy, angažmá v něm ukončila v roce 1977.
Ve filmu debutovala již jako jedenadvacetiletá ve snímku s Vlastou Burianem Nejlepší člověk. Následující léta hrála mnoho vedlejších rolí v různých filmech, spolupracovala s televizí, rozhlasem a dabingem. V roce 1982 napsala cestopis Finský maraton a u této tematiky zůstala i později v knize V zemi Kalevově (1992). Byla také autorkou tří úspěšných publikací pro děti – Lásko, Bože, lásko (1998), Ta naše písnička česká (1998) a V dobrém jsme se sešli (2002), její kniha o betlémech Narodil se nám Spasitel vyšla v roce 2000.
Ve 23 letech se provdala za herce Štěpána Zemánka, po roce bylo manželství rozvedeno. Následně už se nevdala. Ke konci života onemocněla Parkinsonovou chorobou. Míla Myslíková zemřela v Praze 11. února 2005 tři dny před svými 72. narozeninami na mozkovou mrtvici. Je pohřbena spolu se svými rodiči na hřbitově svaté Barbory v Polné u Jihlavy.

## Filmografie

### Padesátá léta
- Nejlepší člověk (1954) jako Květa Marčanová
- Nevěra (1956) jako šička v Třebové

### Šedesátá léta
- U nás v Mechově (1960) jako Pavlína
- Kde řeky mají slunce (1961) jako Anna
- Tereza (1961) jako číšnice
- Oranžový měsíc (1962) jako mladá žena
- Klíč (1962) jako dívka
- Tchyně (1963) jako Jituška
- Lucie (1963) jako Grocholová
- Tři chlapi v chalupě (1963) jako Kacířová
- Místo v houfu (1964) jako tajemníkova žena
- Skok do tmy (1964) jako sousedka
- Bláznova kronika (1964) jako šenkýřka
- Místenka bez návratu (1964) jako učitelka
- Hvězda zvaná Pelyněk (1964) jako Emka
- Za pět minut sedm (1964) jako učitelka
- Škola hříšníku (1965) jako Myšková
- Zločin v dívčí škole (1965) jako lázeňská
- Hrdina má strach (1965) jako dívka
- Poslední růže od Casanovy (1966) jako hospodská
- Dáma na kolejích (1966) jako sousedka
- Dívka se třemi velbloudy (1966) jako slečna v kanceláři
- Znamení raka (1967) jako Zemková
- Soukromá vichřice (1967) jako Joža Vinšová
- Rozmarné léto (1967) jako Kateřina
- Zahrada (1968)
- Hříšní lidé města pražského (1968) jako kantýnská
- Spravedlnost pro Selvina (1968) jako Irena
- Ta třetí (1968) jako Božena
- Spalovač mrtvol (1968) jako žena v klobouku
- Skřivánci na niti (1969) jako trestankyně Elza
- Zabitá neděle (1969) jako Marie

### Sedmdesátá léta
- Chvojka (1970)
- Tvář pod maskou (1970) jako Šulcová
- Svatby pana Voka (1970) jako mlynářka
- Partie krásného dragouna (1970) jako švadlena
- Petrolejové lampy (1971) jako Hilmarová
- Pět mužů a jedno srdce (1971) jako Horáčkova příbuzná
- Metráček (1971) jako matka
- Dívka na koštěti (1971) jako Bláhová
- Babička (1971) jako Prošková
- Návraty (1972) jako Máňa
- Kronika žhavého léta (1973) jako Antošová
- Tři oříšky pro Popelku (1973) jako hospodyně
- Údolí krásných žab (1973) jako Antošová
- Byl jednou jeden dům (1974) jako Drvotová
- Televize v Bublicích aneb Bublice v televizi (1974) jako tajemníkova žena
- Kdo hledá zlaté dno (1974) jako Marcela
- Jak utopit dr. Mráčka aneb Konec vodníků v Čechách (1974) jako Matylda
- Holky z porcelánu (1974) jako Světla
- Plavení hříbat (1975) jako Dvořáčková
- Dva muži hlásí příchod (1975) jako Kubešová
- Dvojí svět hotelu Pacifik (1975) jako kuchařka
- Pomerančový kluk (1975) jako Ránová
- Bouřlivé víno (1976) jako družstevnice
- Na samotě u lesa (1976) jako Božena
- Léto s kovbojem (1976) jako Koutná
- Marečku, podejte mi pero! (1976) jako Kroupová
- Parta hic (1976) jako Hnízdová
- Ať žijí duchové! (1976) jako hajná
- Což takhle dát si špenát (1977) jako Růženka
- Talíře nad Velkým Malíkovem (1977) jako Zmatlíková
- Řeknem si to příští léto (1977) jako Zemánková
- Já to tedy beru, šéfe...! (1978) jako Květa Vacáková
- Pumpaři od Zlaté podkovy (1978) jako pumpařka
- Skandál v Gri-Gri baru (1978)
- Já už budu hodný, dědečku (1978) jako kostymérka Anička
- Tím pádem (1979) jako Kopřivová
- Poprask na silnici E 4 (1979) jako Šintáková
- Muzika pro dva (1979) jako Doucková
- Hodinářova svatební cesta korálovým mořem (1979) jako Blažková

### Osmdesátá léta
- Nevera po slovensky (1980) jako Jaštěrčiaková
- Tajemství hradu v Karpatech (1981) jako krčmářka
- Láska na druhý pohled (1981) jako Bidlasová
- Jak svět přichází o básníky (1982) jako maminka Šafránková
- Má láska s Jakubem (1982) jako Mášina matka
- Jára Cimrman ležící, spící (1983) jako ředitelka
- O statečném kováři (1983) jako hospodská
- Jak básníci přicházejí o iluze (1984) jako maminka Šafránková
- Kukačka v temném lese (1984) jako Frau Kramer
- Láska z pasáže (1984) jako vedoucí provozovny
- Hele, on letí! (1984) jako Vaněčková
- Fešák Hubert (1985) jako matka Čerepatky
- Vesničko má středisková (1985) jako Fialková
- Figurky ze šmantů (1987) jako štajgrová
- Jak básníkům chutná život (1987) jako maminka Šafránková

### Devadesátá léta
- 1993 Konec básníků v Čechách – role: maminka Šafránková

## Televize
- 1971 Madame Sans-Géne (TV adaptace hry Victoriena Sardoua) – role: pradlena Kateřina
- 1976 Preclíková válka (TV komedie) – role: manželka Jindřicha Dandy
- 1978 Řemen (TV komedie) – role: sousedka, paní Hříbková
- 1979 Rovnice o jedné krásné neznámé… (TV hra) – role: matka Nedělková